# クリステン・プレス
クリステン・アンマリー・プレス（1988年12月29日 - ）は、アメリカ合衆国カリフォルニア州出身の女子サッカー選手。現在はNWSLのエンジェル・シティーFC所属。サッカーアメリカ合衆国女子代表。スタンフォード大学出身。ポジションはフォワード。

## 経歴

### 幼少時代

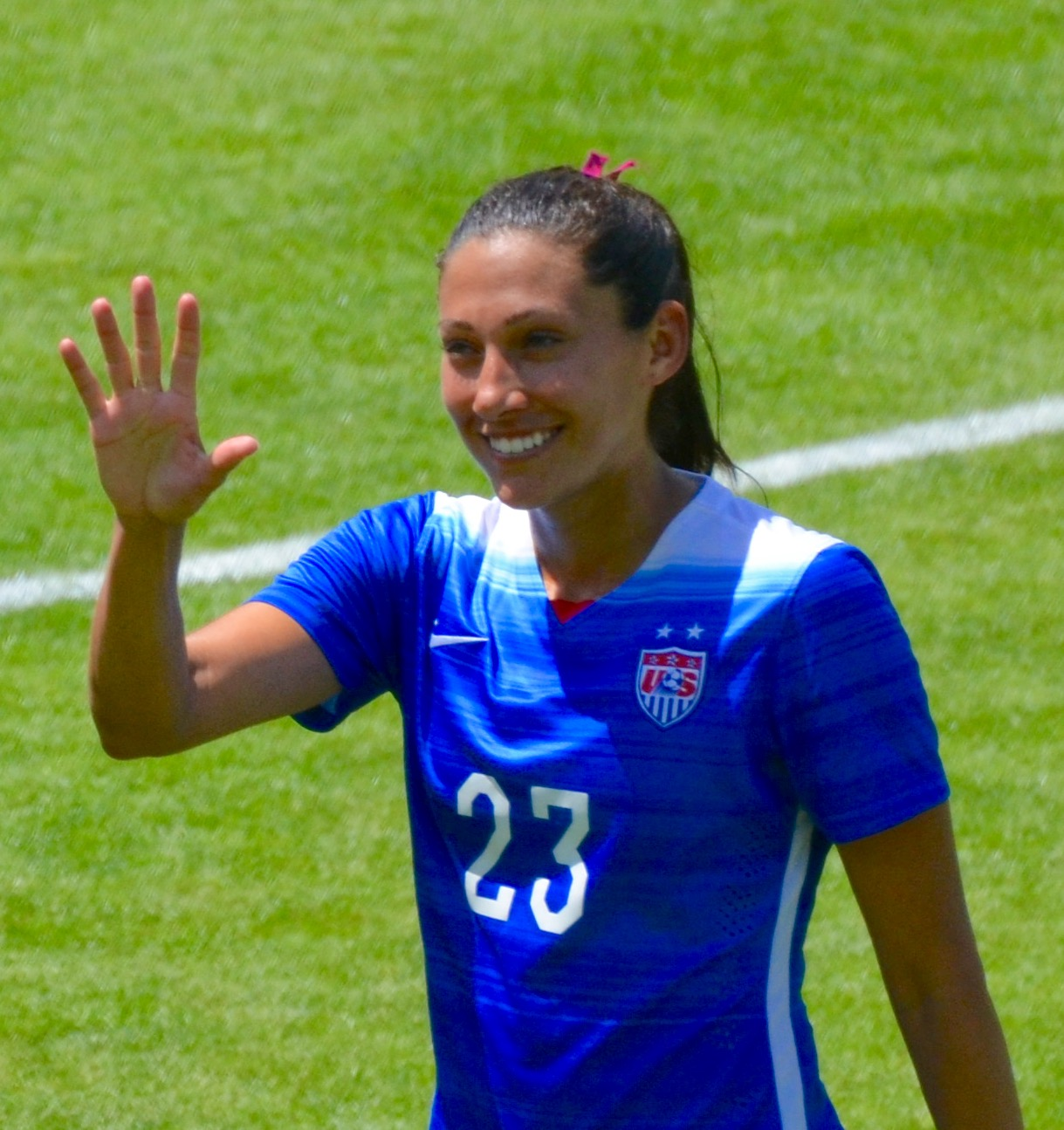
クリステン・プレス(2015年)

カリフォルニア州ロサンゼルスで生まれ、姉、妹とともにサウスベイのパロス・ヴェルデスで育った。 5歳の時にサッカーを始め、チャドウィック・スクールに通った。  チームで2年間キャプテンを務め、4年間は高校生のチームでレギュラーだった。また、陸上競技とテニスも習っていた。
2006年、NSCAA(全米サッカー指導者協会 )が選出する全米女子高校生選抜と、パレード誌が選出する全米女子高校生選抜に名を連ねた。高校通算での成績は128ゴール(そのうち38ゴールは中学生のときに出場した)で
、学校のレコードを塗り替えた。南地区ディビジョン4のオフェンシブ・プレイヤー・オブ・ザ・イヤーに2度選出され、プレップリーグのオフェンシブ部門のMVPに4度選出された。
プレスはニューポートビーチのスラマーズFCというクラブチームでもプレーしており、米ユースサッカー協会全国大会で最多得点者に贈られるゴールデンブーツを獲得した。

### スタンフォード・カーディナル、2007-2010年
プレスはスタンフォード大学の女子サッカーチームで71ゴールを記録し、これは最多得点記録保持者となってる。 その他にも通算183ポイント(1ゴール=2pt、1アシスト=1ポイントで集計)、41アシスト、シュート数500、1シーズンにおけるシュート数180、決勝点10はいずれも学校記録である。4年生の時に記録した1シーズン26ゴールはチームの歴代タイの記録である。
1年生の時に21試合に出場し、そのうち18試合がスターティングメンバーだった。プレスは得点ランク2位の8ゴール、22ポイント、6アシスト、シュート数60でチームを牽引した。NCAA女子ディビジョン1トーナメントのカリフォルニア州立大学戦で開始わずか37秒という試合開始最短ゴールの学校記録を打ちたて、2ゴール1アシストで試合に7-0で勝利した。
Pac-12の年間最優秀新人と全米新人オールスターに選出された。 2年生のときには16ゴール11アシスト、チームで全試合に先発出場した5人のうちの1人だった。1シーズン43ポイントは同大学歴代2位の記録だった。NCAAディビジョン1トーナメント準々決勝のポートランド・パイロッツ戦で86分に決勝点を上げ、チームを準決勝に導いた。プレスはチームでNCAAカレッジカップのオールスターに選出された唯一の選手となった。
3年生の時に記録した16アシスト、シュート数143はシーズン新記録だった。また、21ゴールを挙げたうち、7ゴールが決勝点だった。1シーズン58ポイントは2年生のときの記録を上回り、全米でも3位にランクインした。プレスはブリガムヤング大学戦で開始わずか23秒でゴールを上げ、前年の開始最短得点記録を更新した。  UCLAブルーインズ戦ではゴールデンゴールとアシストを記録し、スタンフォード・カーディナルを初めてNCAAディビジョン1トーナメントの決勝へと導いた。 NCAAカレッジカップ決勝のノースカロライナ大学ターヒールズ戦では、プレスが89分にゴールしたかと思われたがオフサイドとなり、試合に敗れた。シーズン終了後、NCAAカレッジカップオールスターチームに2度目の選出された。また、All-Pac-10のファーストチームにも選出され、ハーマン・トロフィー賞(全米大学最優秀選手)のセミファイナリストにもなった。 
4年生の時にゴール数とポイント数(1ゴール=2pt、1アシスト=1ptで集計)で全米大学トップを記録し、ハーマン・トロフィー賞を受賞した。前年の2009年にはスタンフォード大学のケリー・オハラが同賞を受賞しており、同大学の選手が2年連続での受賞となった。
また、学業でも優秀な成績を残しており、全米アカデミック賞とPac-10の年間スカラーアスリート賞サッカー選手部門を受賞した。

#### スタンフォード時代の成績
| 年     | 出場 | 先発 | 得点 | アシスト |
| ------ | ---- | ---- | ---- | -------- |
| 2007年 | 21   | 18   | 8    | 6        |
| 2008年 | 25   | 25   | 16   | 11       |
| 2009年 | 26   | 26   | 21   | 16       |
| 2010年 | 26   | 26   | 26   | 8        |
| 合計   | 98   | 95   | 71   | 41       |

## クラブキャリア

### マジックジャック、2011年

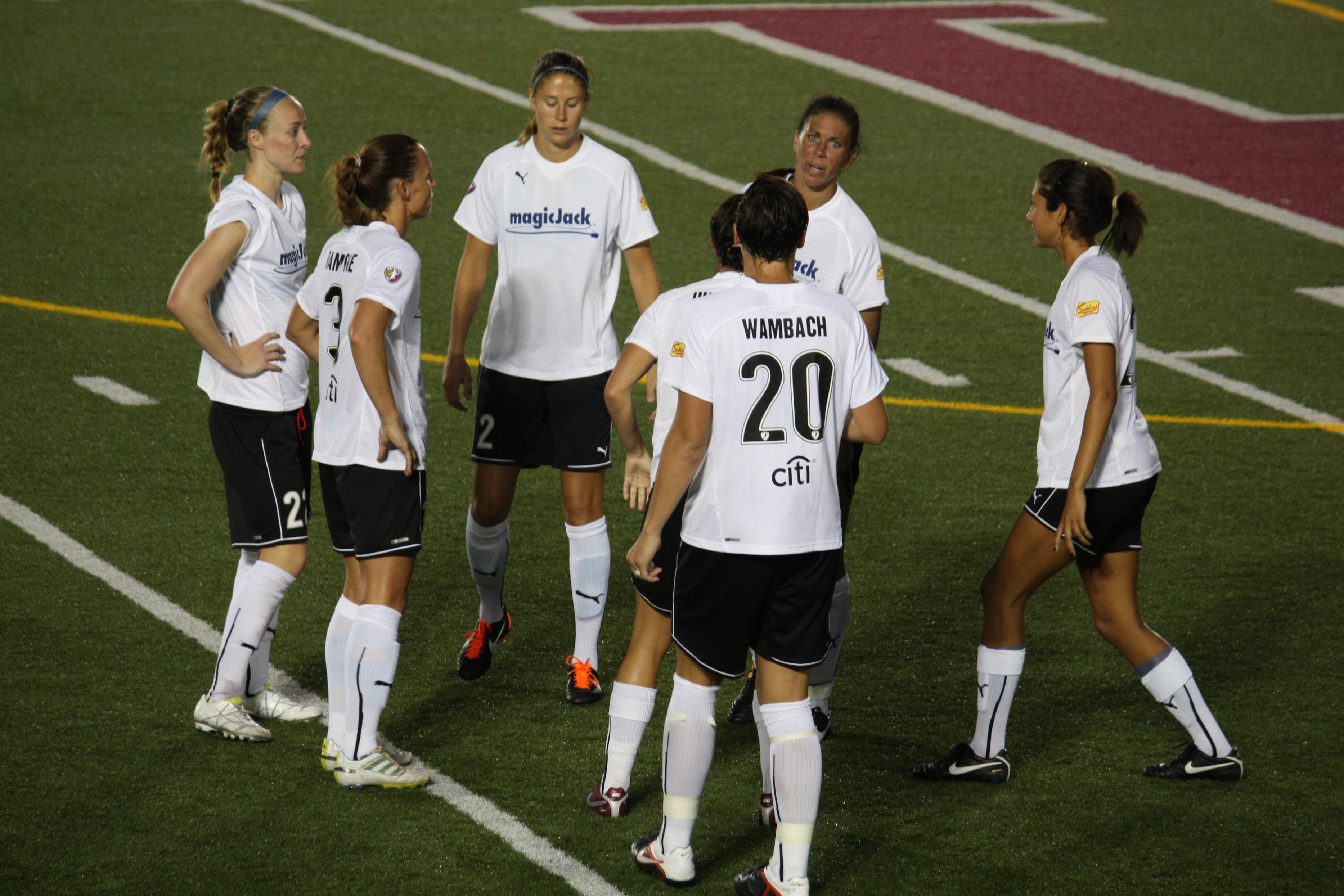
クリステン・プレス（最右）、マジックジャックのチームメートと。ボストン・ブレーブス戦(2011.8.6)。（その他に写っているのは左からベッキー・ソーアーブラン、クリスティ・ランポーン、マリアン・ドゥハティ、サラ・ホフマン、アビー・ワンバック、シャノン・ボックス。）

2011年のWPSドラフトでワシントン・フリーダムから全体4位で指名された。 新しいオーナーのもと、チームは本拠をフロリダに移し、チーム名はマジック・ジャックに変更された。プレスのチームでの初ゴールは2011年5月に行われたアトランタ・ビート戦の64分で、チームも2-0で勝利した。プレスは「凄く良いフィニッシュだった。フォワードとして、出場すればすべての試合でゴールすることが仕事だと思っているし、ようやくそれが達成できてよかった。」と述べた。 2011年7月のボストン・ブレーカーズ戦ではハットトリックを達成し、チームを4-0の勝利に導いた。チームは6勝6敗2分でシーズンを終えた。。プレスはこのハットトリックの活躍もあり、アメリカサッカー協会の年間最優秀新人に選出された。2011シーズンを19試合(16試合先発)に出場し、8ゴールは得点ランク3位だった。  シーズンオフに、アトランタビートと契約したが、リーグはシーズンが始まる前に休止に追い込まれた。 このときの心境についてプレスは「まるで失業したようだった」と語っている。

### コッパルベリ/ヨーテボリFC、2012年
2012年の初頭にWPSが休止になったとき、プレスはサッカー選手としてのキャリアを続けるために、単身スウェーデンに渡り、ダームアルスヴェンスカン(スウェーデンにおける女子サッカー最高峰リーグ)に所属するコッパルベリ/ヨーテボリFCと契約した。プレスはしかしこのとき、「アメリカ女子代表でプレーする」という自分の夢は潰えたと思ったという(当時のアメリカ女子代表は国内リーグに所属する選手しか招集しないという方針だった)。プレスは後に「スウェーデンに渡ったとき自分はもうオリンピックやワールドカップでプレーすることはないのだと思った。代表チームは自分のキャリアには縁のないもので、それがなくても自分で出来るかぎりのキャリアを選び取る必要があった」と語っている。
ヨーテボリでの最初の試合はUEFA女子チャンピオンズリーグ 2012-13の準々決勝アーセナル戦だったが、0-3で敗れた。
ヨーテボリでのレギュラーシーズンでのデビューは2012年4月10日の試合で、試合開始わずか5分間で2得点を上げた。 その1ヶ月後のKIFエレブルー戦ではまたしても5分間に2得点を上げ、チームは6-0で勝利した。 
8月25日のウメオ戦では61分と63分の2分間に2得点を記録し、チームを5-0の勝利に導いた。 プレスはダームアルスヴェンスカンでシーズン17ゴール(リーグ2位)を上げ、年間通算では25得点を記録した。
スウェーデン・カップの準々決勝クリシャンスタード 戦では、41分と59分にゴールを上げ、チームを3-0の勝利に導いた。 2012年8月に行われた準決勝のLdB FCマルモ戦では、13分にゴールを上げ、チームを2-1の勝利をもたらし、チャンピオンシップ決勝へと導いた。 決勝のティーレソーFF戦では前半9分に得点し、2-1で勝利した。

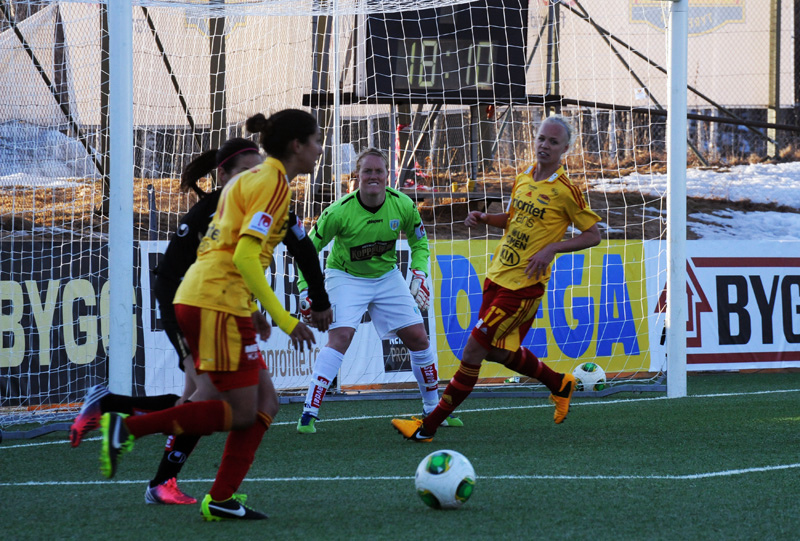
ティーレソーFFでプレーするプレス(2013年)

### ティーレソー FF、2013-2014
2013年の初頭、プレスはダームアルスヴェンスカン王者でストックホルムに本拠地を構えるティーレソーFFと契約を結んだ。 ティーレソーでのデビューとなったヴィットショー GIK戦では前半14分にゴールを上げ、チームを2-0の勝利に導いた。 スナーノSK戦では4ゴールを決め、10-2で勝利した。 次のJitex BK戦では2ゴールでチームを7-0の勝利に導いた。 6月9日のクリシャンスタード DFF戦ではハットトリックを達成し、5-1で勝利した。 続く2戦では連続で2ゴールを記録し、8月24日のJitex IK戦では2度目のハットトリックを達成した。チームは5-0で勝利した。  次のスナーノIF戦で、2戦連続となる3度目のハットトリックを達成し、8-0で勝利した。 リーグ最終戦は古巣であるヨーテボリFCが相手となり、プレスは2ゴールを上げ、チームを4-1で勝利した。
プレスはシーズン23ゴールでリーグ得点王を獲得した(アメリカ人選手としてはダームアルスヴェンスカン史上初)。ティーレソーは14勝6敗2分けで2位でシーズンを終え、2014-15UEFA女子チャンピオンズリーグの出場権を獲得。 2013年10月、2013-14UEFA女子チャンピオンズリーグのラウンド32でパリ・サンジェルマンFC相手に2ゴールを決め2-1の勝利に導き、ラウンド16に進出した。

### シカゴ・レッドスターズ、2014年–2017年

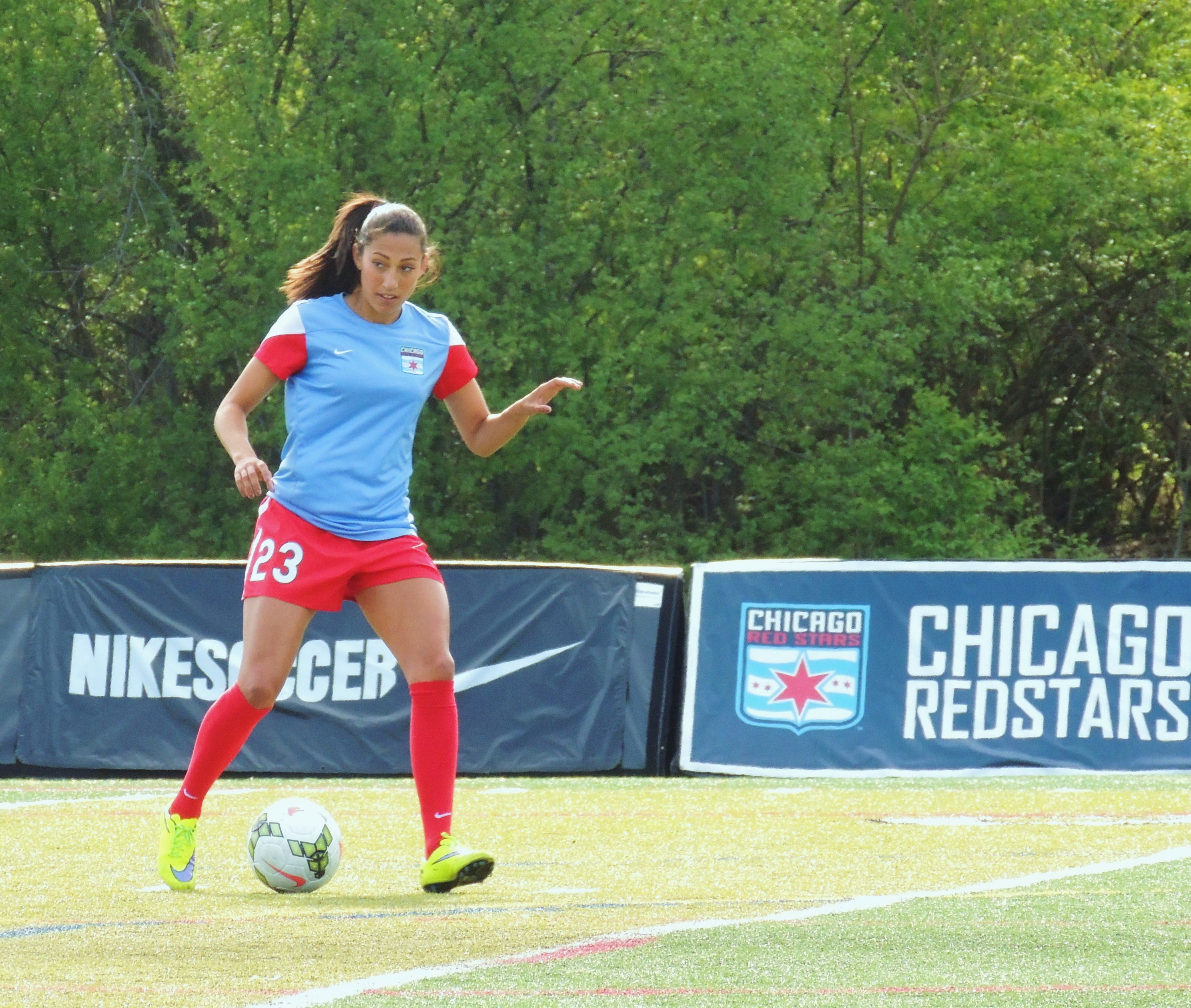
シカゴ・レッドスターズの選手としてウォーミングアップをするクリステン・プレス(2015年5月2日)

2014年1月4日、米・NWSL所属のシカゴ・レッドスターズが、クリステン・プレスが2014シーズンのロスターに加わると発表した。ただし、ティーレソーFFとの契約が残っていたため、プレスがアメリカに復帰したのはシーズン途中の6月末であった。
2014年シーズンはシーズン途中からの加入のだったために出場試合数はわずか12試合だったが、チームトップの6得点を記録し、チームからゴールデンブーツ賞を贈られた。
7月4日の敵地プロビデンス・パークで行われた前年チャンピオンのポートランド・ソーンズとの試合では、前半終了時点で0-2とリードされながらも、プレスが76分に1点を返すゴールを決めると、82分に2点目となる同点ゴールを決め、引き分けに持ち込んだ。 8月16日のウエスタン・ニューヨーク・フラッシュ戦で再び1試合2ゴールを記録した。
シカゴはシーズンを9勝7敗8分けの5位で終え、プレスは2014NWSLセカンド(第2)ベストイレブンに選出された。 
2015シーズンも引き続きシカゴでプレーした。ホーム開幕戦では、前年レギュラーシーズン1位で代表GKのホープ・ソロを擁するシアトル・レインFCと対戦し、前半先制された直後に同点ゴールを決めると、同点で迎えた後半ロスタイムに右サイドを駆け上がるとドリブルで相手ディフェンダー2人を抜き去り決勝点となるゴールを決めた。この試合でソロから2ゴールを奪い、2G1Aの活躍でチームを3-2の勝利に導いた。 この活躍でプレスはNWSL週間MVP(第2週)に選出された。
4月25日のポートランド・ソーンズ戦で2得点を記録したのを含め、4月は4ゴール1アシストの活躍でNWSL月間MVPに選出され、その時点でリーグの得点ランクでトップに立った。  プレスはその後2015 FIFA女子ワールドカップのメンバーに招集されたためリーグ戦の8試合には出場しなかったが、大会後には前年チャンピオンのFCカンザス・シティ戦での2ゴールを含め、3試合で4ゴールを記録した。

### コッパルベリ /ヨーテボリFC、2018年
2018年3月、プレスはコッパルベリ/ヨーテボリFCと3か月の契約を結びましたが、ダッシュはまだ彼女のNWSLの権利を保持していました。 3ゲームで4ゴールを決めた後、プレスは4月の月間最優秀選手に選ばれた。 5月、彼女はIFリムハムン・ブンケフローに3-1で勝利した。 6月19日、チームはNWSL拡張クラブであるユタロイヤルズFCとの契約を発表し、2018年残りのシーズンにロイヤルズへ加入できるよう早期に契約を終了した。

### ユタロイヤルズFC、2018年-現在
6月18日、ユタロイヤルズFCは、ブルックエルビーと6つのドラフトピックをシカゴレッドスターズに送った取引でプレスの権利を取得したと発表しました。彼女は6月27日にシアトル統治に対する0–0の引き分けでデビューしました。 プレスは、2018年シーズン中に11試合に出場し、2ゴールを決めました。ロイヤルズはシーズン中に5位でフィニッシュ。NWSLプレイオフへの出場枠にはわずかに届かず。
プレスは、2019 NWSLシーズンに好調なスタートを切りました。彼女はユタ州の開幕戦でワシントンスピリットを1-0で下し、 Lo'eau LaBontaのゴールをアシストしました。翌週、プレスはオーランドプライドに対してロイヤルズの1-0勝利で唯一のゴールを決めました。プレスは、4月の今月のNWSLチームに選ばれました。 2019女子ワールドカップとUSWNTビクトリーツアーへの彼女の参加により、プレスはシーズン中に11ゲームを逃しました。彼女は2019年にロイヤルズとの最初の5試合でゴールまたはアシストを記録した。プレスは17 週目でNWSL Player of the Weekに選出された。彼女は、8月のNWSLプレーヤーオブザマンスに選ばれました。

### 統計
| クラブ                 | シーズン | リーグ | リーグ | プレーオフ/カップ戦 | プレーオフ/カップ戦 | UEFA | UEFA   | 合計 | 合計   |
| クラブ                 | シーズン | 出場   | ゴール | 出場                | ゴール              | 出場 | ゴール | 出場 | ゴール |
| ---------------------- | -------- | ------ | ------ | ------------------- | ------------------- | ---- | ------ | ---- | ------ |
| パリ・ブルーズ         | 2010年   | 10     | 4      | -                   | -                   | -    | -      | 10   | 4      |
| マジックジャック       | 2011年   | 17     | 8      | 2                   | 0                   | -    | -      | 19   | 8      |
| ヨーテボリFC           | 2012年   | 21     | 17     | 6                   | 5                   | 6    | 3      | 33   | 25     |
| ティーレソーFF         | 2013年   | 20     | 23     | 4                   | 3                   | 9    | 9      | 33   | 35     |
| ティーレソーFF         | 2014年   | 6      | 2      |                     |                     | 0    | 0      | 6    | 2      |
| シカゴ・レッドスターズ | 2014年   | 12     | 6      | 0                   | 0                   | 0    | 0      | 12   | 6      |
| シカゴ・レッドスターズ | 2015年   | 11     | 10     | 0                   | 0                   | 0    | 0      | 11   | 10     |
| シカゴ・レッドスターズ | 2016年   | 14     | 8      | 1                   | 1                   |      |        | 15   | 9      |
| シカゴ・レッドスターズ | 2017年   | 23     | 11     | 1                   | 0                   |      |        | 24   | 11     |
| ヨーテボリFC           | 2018年   | 8      | 4      |                     |                     |      |        | 8    | 4      |
| ユタロイヤルズFC       | 2018年   | 11     | 2      | 0                   | 0                   |      |        | 11   | 2      |
| ユタロイヤルズFC       | 2019年   | 13     | 7      | 0                   | 0                   |      |        | 13   | 7      |
| ユタロイヤルズFC       | 2020年   |        |        |                     |                     |      |        |      |        |
| 通算成績               | 通算成績 | 166    | 102    | 14                  | 9                   | 15   | 12     | 195  | 123    |

## 代表

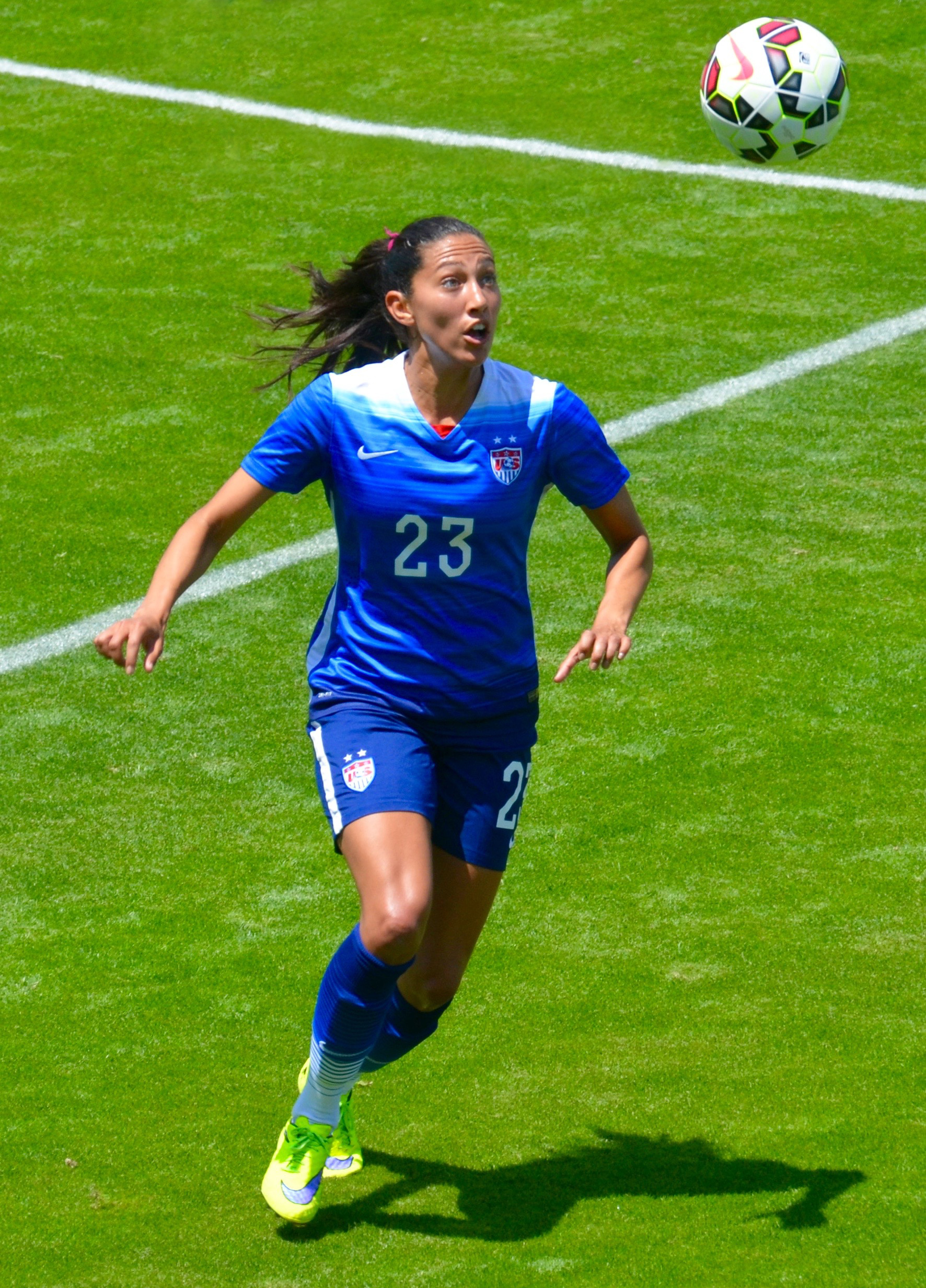
アメリカ女子代表のクリステン・プレス(アバイア・スタジアム、2015年5月)

プレスはU-20アメリカ女子代表やU-23同代表を含む各年代の代表に選出されてきた。2012年、A代表に選出され、ロンドンオリンピックのバックアップメンバーとして招集された。プレスが代表デビューを果たしたのは2013年2月9日スコットランド戦であった。右MFのポジションで先発し、代表初ゴールを含む2ゴールを上げると、アメリカの3点目のゴールをアシストした。プレスは1996年のシンディ・パーロウ・コーンと2000年のシェリル・ケスターに次ぐアメリカ代表史上3人目の代表デビュー戦で2ゴールを記録した選手となった。アメリカはスコットランドを4-1で下し、プレスはバドワイザー・ウーマン・オブ・ ザ・マッチ
に選出された。4日後に行われた同じくスコットランド代表戦でもプレスはゴールを上げ、アメリカ代表は2-0で勝利した。プレスはアメリカ代表史上初めて代表デビューから2戦で3ゴールを記録した選手となった。

### 2013 アルガルベ杯
プレスの代表3試合目は2013年のアルガルベ杯のグルプステージ第1戦アイスランド戦だった。64分にカーリー・ロイドとの交代で途中出場すると、チームの3-0の勝利に貢献した。
グループステージ第2戦の中国戦では代表4ゴール目を挙げ、5-0で勝利した。このゴールでアメリカ代表史上4人目の代表デビュー4戦で4ゴールを記録した選手となった。 プレスはその後ノックアウトステージのアメリカ代表前監督のピア・スンドハーゲが率いるスウェーデン戦と決勝のドイツ戦に出場した。  アメリカは決勝でドイツに2-0で勝利した。
プレスは代表デビュー1年目を12試合8ゴールで終えた。

### 2014年
プレスは2014年の最初の親善試合3試合で3ゴールを記録した。代表監督のトム・サーマンニによってアルガルベカップのメンバーに選出された。2月8日と13日のロシア戦でそれぞれ1ゴールずつ記録した。ブラジリアで開催されていた女子サッカーの国際トーナメントのアルゼンチン戦で4ゴールを挙げ、7-0の勝利に貢献した。

### 2015 FIFA女子ワールドカップカナダ大会
プレスは2015 FIFA女子ワールドカップのアメリカ代表に選出された。プレスのワールドカップデビューは6月8日に行われたオーストラリア戦で、61分にワールドカップ初ゴールを記録した。プレスはこの大会7試合のうち4試合でプレーし、2試合で先発出場した。

### 2016年　夏季オリンピック
プレスは、夏季オリンピックチーム18人のメンバーに選出された。チームは決勝トーナメントに進出するも、準々決勝でスウェーデンと対戦し、PK戦で敗退した。ソーシャルメディアのサポーターは、彼女を元気づけるため #DogsforChristen のハッシュタグを開始し、それはTwitterで世界的なトピックになった。プレスはチームの4つの試合すべてに出場した。
プレスは、2016年の25試合すべてに出場した2人のアメリカ人選手のうちの1人だった。 2016年は12ゴールでフィニッシュした。ミア・ハム、アビー・ワンバック、ティフィニー・ミルブレット、カーリ・ロイドと共にチーム記録に加わり、3年連続で2桁のゴールを記録したチーム史上5番目の選手となった。

### 2017年
2017年、プレスは再び米国の全試合に出場。それはチームで3選手のうちの1人だった。彼女は、6月の親善試合でノルウェーを1-0で下した際に唯一のゴールを決めた。シアトル、サンディエゴ、カーソンの３会場で開催された2017年トーナメントオブネーションズで、プレスはブラジル戦において80分でゴールを決めた。さらに同試合でゴールから5分後、85分にミーガン・ラピノーへのアシストをした。Julie Ertzの追加得点により、チームは4~3で試合に勝利した。彼女は3ゴールと3アシストで2017年を終えた。

### 2018年
プレスは、2月の2018シービリーブスカップのメンバーに選出された。アメリカはトーナメントで2度目の優勝を果たした。ヒューストンダッシュへの希望に反して取引された後、プレスはチームへの参加を拒否し、スウェーデンのクラブからの複数のオファーを検討していたと伝えられていた。彼女はその後、メキシコとの親善試合のためのアメリカ代表メンバーから除外された。2018年4月、ジル・エリス監督は次のように述べた。「私たちはいくつかの会話をしてきました、[プレス]私たちの期待は、プロのための一貫したトレーニングと試合環境が女性代表チームの名簿に選ばれるための重要な要因であると理解しています...クリステンが新しいチームに移ったら、ピッチに戻ることを受け入れ、チームの成功に役立つことを確信しています。」
3月末にコッパルベリ/ヨーテボリFCと契約した後、プレスは6月の中国との親善試合のために6月に次の米国代表キャンプに召集された。 6月12日に、プレスは米国女子代表チームで100試合プレーした米国史上37番目の女性プレーヤーとなった。アメリカが2-1で勝利、この試合で彼女は2アシストした。 
8月31日、プレスは地元ロサンゼルスでのチリとの親善試合でチームのキャプテンを務めた。彼女は59分にゴールを決め、アメリカは3-0で勝利した。
9月、プレスは2018CONCACAF女子選手権の20人の選手に選出されました。彼女はゴールと2回のアシストを記録した。米国は2大会連続でCONCACAF女子選手権で優勝し、フランスで開催された2019 FIFA女子ワールドカップへの出場権を獲得した。

### 2019年
2019年1月、プレスはアリカンテでの親善試合でスペインを1-0で制した唯一のゴールを決めました。2019シービリーブスカップで彼女は試合に入って1分でアレックス・モーガンへアシスト。1ヵ月後、プレスはベルギーとの親善試合6-0の勝利で3アシストを記録した。

#### 2019 FIFA女子ワールドカップ
2019年5月2日に、プレスは2019 FIFA女子ワールドカップの最終23名の選手に選ばれました。これは彼女にとって2回目のワールドカップでした。
プレスは、3つのグループステージゲームすべてに出場し、チリとの 2回目のグループマッチで90分間フルプレーした。彼女は、ラウンド16と準々決勝の両方の試合で後半交代だった。プレスはイングランドとの準決勝戦を先発し、10分にゴールを決め、アメリカは1-0でリードし、アメリカは2-1で勝ち、3連勝でワールドカップ決勝に進出した。プレスは、ミーガン・ラピノーの交代として、ワールドカップ決勝に出場した。彼女は、ワールドカップの7試合すべてでプレーする4人のアメリカ人プレーヤーの1人だった。米国がオランダを破った決勝は2-0で、2回連続のワールドカップで優勝した。これはプレスにとって2度目のワールドカップ優勝だった。

### 代表成績
| 年     | 出場 | 先発 | 出場時間 | ゴール数 | アシスト数 | 90分当たりのゴール数 |
| ------ | ---- | ---- | -------- | -------- | ---------- | -------------------- |
| 2013年 | 12   | 5    | 554      | 8        | 2          | 1.3                  |
| 2014年 | 23   | 14   | 1322     | 11       | 5          | 0.8                  |
| 2015年 | 20   | 13   | 1169     | 10       | 4          | 0.7                  |
| 2016年 | 25   | 9    | 1122     | 12       | 5          | 0.96                 |
| 2017年 | 16   | 8    | 741      | 3        | 3          | 0.36                 |
| 2018年 | 10   | 4    | 442      | 2        | 4          | 0.41                 |
| 2019年 | 24   | 10   | 1181     | 5        | 12         | 0.38                 |
| 2020年 | 8    | 4    | 346      | 7        | 2          | 1.56                 |
| 合計   | 138  | 67   | 6877     | 58       | 36         | 0.81                 |

最新更新日 2020-3-11

## 受賞歴

### 代表
- FIFA女子ワールドカップ 優勝 2015年、2019年
- CONCACAF女子ゴールドカップ 優勝 2014年、2018年
- アルガルヴェ・カップ 優勝 2013年、2015年
- シービリーブスカップ 優勝 2016年、2018年

### 個人
- ハーマン・トロフィー賞(全米大学最優秀選手)：1回 (2010年)
- Pac-10カンファレンス・プレイヤーオブザイヤー:2010年[66]
- トップドサッカー選手の年間最優秀賞を受賞:2010年
- WPS 年間最優秀新人：1回 (2011年)
- ダームアルスヴェンスカン ゴールデンブーツ賞（Tyresö FF)：1回 (2013年)
- UEFA最優秀女子選手 候補：1回 (2013年)
- NWSL ベストイレブン：1回 (2015年)
- NWSL セカンドベストイレブン：1回 (2014年)
- NWSL 週間MVP：1回 (2015年 第2週)
- NWSL 月間MVP：1回 (2015年4月)

### クラブ
- スウェーデン・カップ(Kopparbergs/ヨーテボリFC): 2012年